# Утакмице фудбалске репрезентације Мађарске 1950.
| Домаћин · 1950 | Гост · 1950 |  |

Фудбалска репрезентација Мађарске је током 1950. године одиграла шест утакмица, уз један пораз и четири победе (5 : 0, 5 : 2, 4 : 3 и 12 : 0 против Албаније). Ференц Пушкаш је постигао дванаест голова, а Ђула Силађи седам голова, обојица тада играчи Вашаша, током године на утакмицама репрезентације. Репрезентација Мађарске је одиграла шест утакмица, постигла 30 голова а примила једанаест. 
Савезни селектор националног тима у овом периоду је био:
- Густав Шебеш

## Утакмице
| Мађарска                                    | 5 : 0 (1 : 0) | Чехословачка |
| ------------------------------------------- | ------------- | ------------ |
| Пушкаш 38’ 85’ · Кочиш 58’ 70’ · Силађи 65’ | Извештај      |              |

| Аустрија                                                       | 5 : 3 (2 : 2) | Мађарска                                  |
| -------------------------------------------------------------- | ------------- | ----------------------------------------- |
| Динст 8’ · Декер 19’ (пен) 68’ · Ауредник 47’ · Мелхиорr I 73’ | Извештај      | Кочиш 17’ · Пушкаш 25’ (пен) · Силађи 53’ |

| Пољска                      | 2 : 5 (1 : 2) | Мађарска                                 |
| --------------------------- | ------------- | ---------------------------------------- |
| Мордарски 24’ · Циеслик 80’ | Извештај      | Пушкаш 9’ (пен) 55’ · Силађи 38’ 48’ 53’ |

| Мађарска                                                                            | 12 : 0 (5 : 0) | Албанија |
| ----------------------------------------------------------------------------------- | -------------- | -------- |
| Пушкаш 18’ 36’ 81’ 82’ · Будаи II 33’ 52’ 60’ 65’ · Палоташ 39’ 50’ · Кочиш 42’ 53’ | Извештај       |          |

| Мађарска                        | 4 : 3 (2 : 1) | Аустрија                       |
| ------------------------------- | ------------- | ------------------------------ |
| Пушкаш 10’ 13’ 90’ · Силађи 67’ | Извештај      | Вагнер 27’ 53’ · Мелхиор I 85’ |

| Бугарска    | 1 : 1 (1 : 1) | Мађарска  |
| ----------- | ------------- | --------- |
| Димитров 2’ | Извештај      | Силађи 4’ |

## Играчи репрезентације
| - Ђула Грошич - Ласло Ракоци - Ласло Будаи - Шандор Кочиш - Јожеф Божик - Ђерђ Баболчаи - Нандор Бањаи - Золтан Цибор - Нандор Хидегкути - Михаљ Лантош - Ференц Пушкаш - Густав Шебеш, селектор |